# Championnats de France d'athlétisme 1918
Navigation
Championnats 1917 Championnats 1919
Les Championnats de France d'athlétisme 1918 ont eu lieu le 30 juin 1918 à la Porte de Saint-Cloud. Les épreuves féminines se sont déroulées le 7 juillet 1919 au Stade Jean-Bouin de Paris.

## Palmarès

### Femmes
| Discipline                 | Athlète        | Athlète      |
| -------------------------- | -------------- | ------------ |
| 80 m                       | Suzanne Cuzin  | 10 s 2       |
| 300 m                      | Suzanne Cuzin  | 48 s 8       |
| 1 000 m                    | Lucie Cadiès   | 3 min 30 s 6 |
| 80 m haies                 | Suzanne Cuzin  | 16 s 0       |
| Saut en hauteur sans élan  | Thérèse Brulé  | 1,02m        |
| Saut en hauteur            | Paule Fercoq   | 1,29 m       |
| Saut en longueur sans élan | Suzanne Cuzin  | 2,36 m       |
| Saut en longueur           | Suzanne Cuzin  | 4,53 m       |
| Lancer du poids            | Jeanne Janiaud | 13,19 m      |

### Hommes[2]
| Discipline                 | Athlète             | Athlète       |
| -------------------------- | ------------------- | ------------- |
| 100 m                      | Alexis Soulignac    | 11 s 4        |
| 200 m                      | Jean Orabona        | 23 s 2        |
| 400 m                      | Louis Téneveau      | 53 s 0        |
| 800 m                      | John Heilbuth (USA) | 2 min 2 s 8   |
| 1 500 m                    | Henri Protais       | 4 min 12 s 8  |
| 5 000 m                    | Emile Lucas         | 16 min 33 s 8 |
| 110 m haies                | Maxime Girard       | 16 s 8        |
| 400 m haies                | Edmond Brossard     | 59 s 8        |
| Saut en hauteur sans élan  | Yves Durier         | 1,38 m        |
| Saut en hauteur            | Dalière             | 1,64 m        |
| Saut à la perche           | Étienne Gajan       | 3,40 m        |
| Saut en longueur sans élan | Yves Durier         | 3,03 m        |
| Saut en longueur           | Baldwin (USA)       | 6,49 m        |
| Triple saut                | Edmond Brossard     | 12,38 m       |
| Lancer du poids            | Raoul Messerschmidt | 11,38 m       |
| Lancer du disque           | Émile Écuyer        | 34,40 m       |
| Lancer du javelot          | Helluin             | 40,12 m       |